# Черрівейл (Південна Кароліна)
Черрівейл (англ. Cherryvale) — переписна місцевість (CDP) в США, в окрузі Самтер штату Південна Кароліна. Населення — 2405 осіб (2020).

## Географія
Черрівейл розташований за координатами 33°56′58″ пн. ш. 80°27′34″ зх. д. / 33.94944° пн. ш. 80.45944° зх. д. (33.949511, -80.459320).  За даними Бюро перепису населення США в 2010 році переписна місцевість мала площу 4,77 км², з яких 4,68 км² — суходіл та 0,08 км² — водойми.

## Демографія
Згідно з переписом 2010 року, у переписній місцевості мешкало 2496 осіб у 980 домогосподарствах у складі 614 родин. Густота населення становила 524 особи/км².  Було 1211 помешкання (254/км²).
Расовий склад населення:
| - 56,5 % — чорних або афроамериканців - 35,9 % — білих - 1,3 % — азіатів - 0,6 % — корінних американців - 0,1 % — вихідців з тихоокеанських островів - 1,9 % — осіб інших рас |

До двох чи більше рас належало 3,7 %. Частка іспаномовних становила 4,2 % від усіх жителів.
За віковим діапазоном населення розподілялося таким чином: 29,3 % — особи молодші 18 років, 61,8 % — особи у віці 18—64 років, 8,9 % — особи у віці 65 років та старші. Медіана віку мешканця становила 29,2 року. На 100 осіб жіночої статі у переписній місцевості припадало 89,8 чоловіків;  на 100 жінок у віці від 18 років та старших — 87,3 чоловіків також старших 18 років.
Середній дохід на одне домашнє господарство  становив 39 854 долари США (медіана — 31 250), а середній дохід на одну сім'ю — 52 143 долари (медіана — 53 844). За межею бідності перебувало 21,3 % осіб, у тому числі 22,8 % дітей у віці до 18 років та 19,3 % осіб у віці 65 років та старших.
Цивільне працевлаштоване населення становило 565 осіб. Основні галузі зайнятості: виробництво — 31,3 %, освіта, охорона здоров'я та соціальна допомога — 13,1 %, транспорт — 12,4 %.